# Mastodon
Mastodon är ett amerikansk progressiv metal-band från Atlanta, Georgia.
Mastodon bildades officiellt 13 januari 2000 efter att ha träffats på en High on Fire-konsert. De släppte 2002 skivan Remission på Relapse Records. Den andra skivan, Leviathan, kom ut på samma skivbolag 2004 och är ett konceptalbum helt baserat på boken Moby Dick.
2006 kom Mastodons tredje skiva, Blood Mountain, där The Mars Voltas sångare Cedric Bixler-Zavala medverkar på låten Siberian Devide. Joshua Homme från bandet Queens of the Stone Age gör även bakgrundssång på låten "Colony of Birchmen". 
Skivan sålde över 40 000 exemplar i USA första veckan och ses numer som Mastodons stora kommersiella genombrott. Den 20 november uppträdde Mastodon på Conan O'Brien show just med låten "Colony of Birchmen".  2011 Släpptes skivan "The Hunter", som blev utnämnd till "årets skiva" av Metal Hammer
Mastodon har på senare år varit förband till en lång rad av andra stora band. Några av dessa är Iron Maiden, Tool, Slipknot, Metallica  och Slayer.

## Medlemmar

### Nuvarande medlemmar
- Brent Hinds – sångare och gitarrist samt främsta låtskrivare. Brent Hinds är född (6 januari 1974) och uppvuxen i Pelham, Alabama i USA. Han flyttade till Atlanta i vuxen ålder för att hitta nya människor att spela med. Brent Hinds använder sig uteslutande av Orange-förstärkare och Gibson-gitarrer.
- Troy Sanders  – sångare, basgitarrist och frontman är född i Atlanta (8 september 1973). Troy Sanders använder Godlyke-basar samt Godlykes handbyggda effektpedaler. Mastodons musik är starkt präglat av Troys Sanders tunga matta av basljud. Han nyttjar gärna tung dist och/eller FUZZ-pedaler som ger ett karaktäristiskt ljud. Troy Sanders har fru och barn och är uppvuxen och bosatt i Atlanta, Georgia.
- Bill Kelliher – gitarrist, är född 23 mars 1971 och uppvuxen i New York. Kelliher använde sig enbart av Gibson-gitarrer fram till 2017 då han lämnade Gibson och fick sin signatur ESP/LTD gitarr. Han använder Friedman-förstärkare. Han har fru och två barn.
- Brann Dailor – trummis och sångare, anses vara en av modern tids främsta trummis. Han är född i Rochester, New York 19 mars 1975.

### Tidigare medlemmar
- Eric Saner – sång (2000)

### Turnerande medlemmar
- Rich Morris – keyboard (2007– )
- Derek Mitchka – keyboard (2009–2011)
- Joakim Svalberg (f. 22 februari 1969 i Stockholm, Sverige) – keyboard (2012)
- Scott Kelly – gitarr, sång (2017– )

### Bildgalleri

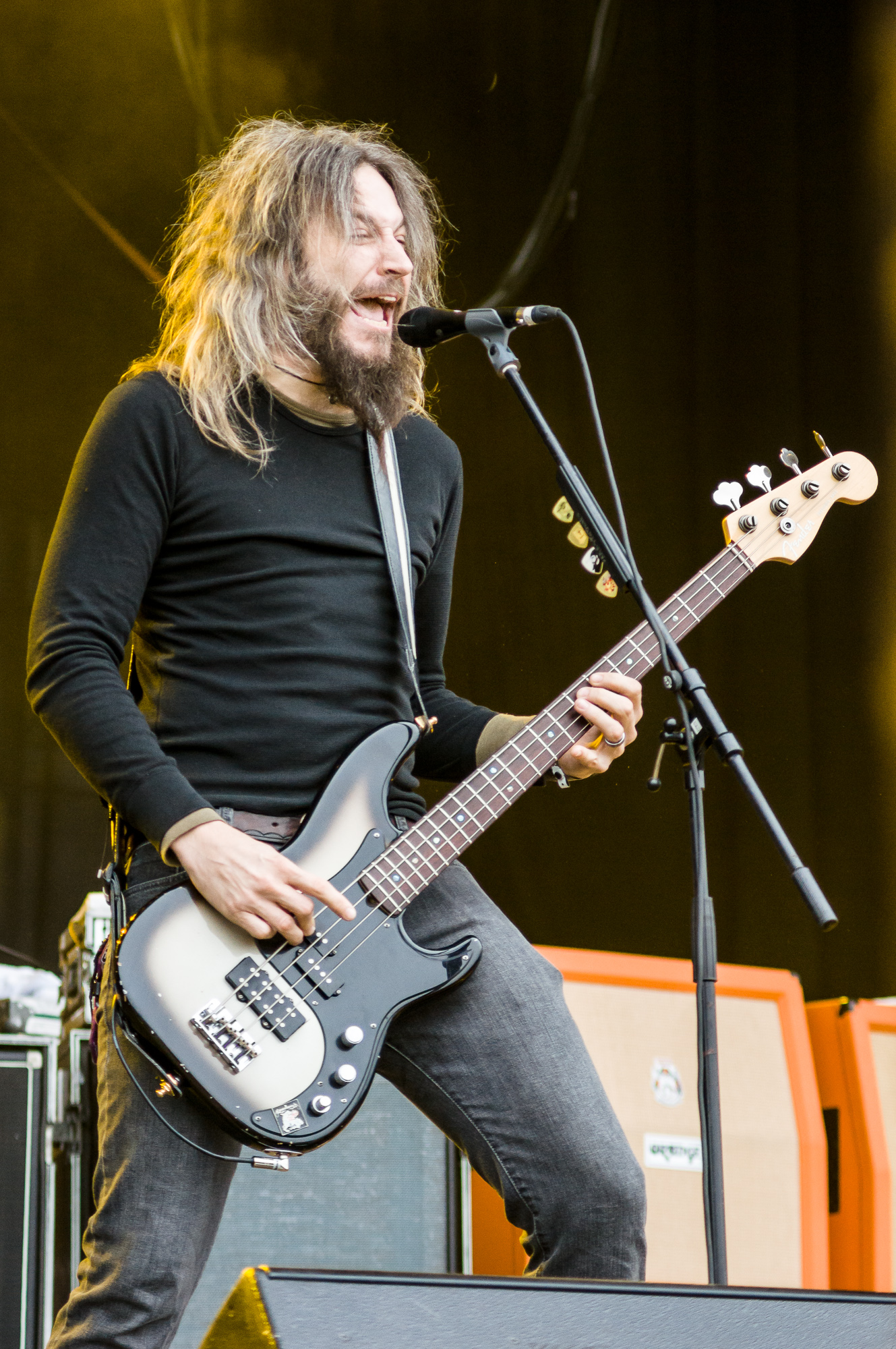
Troy Sanders (2012)
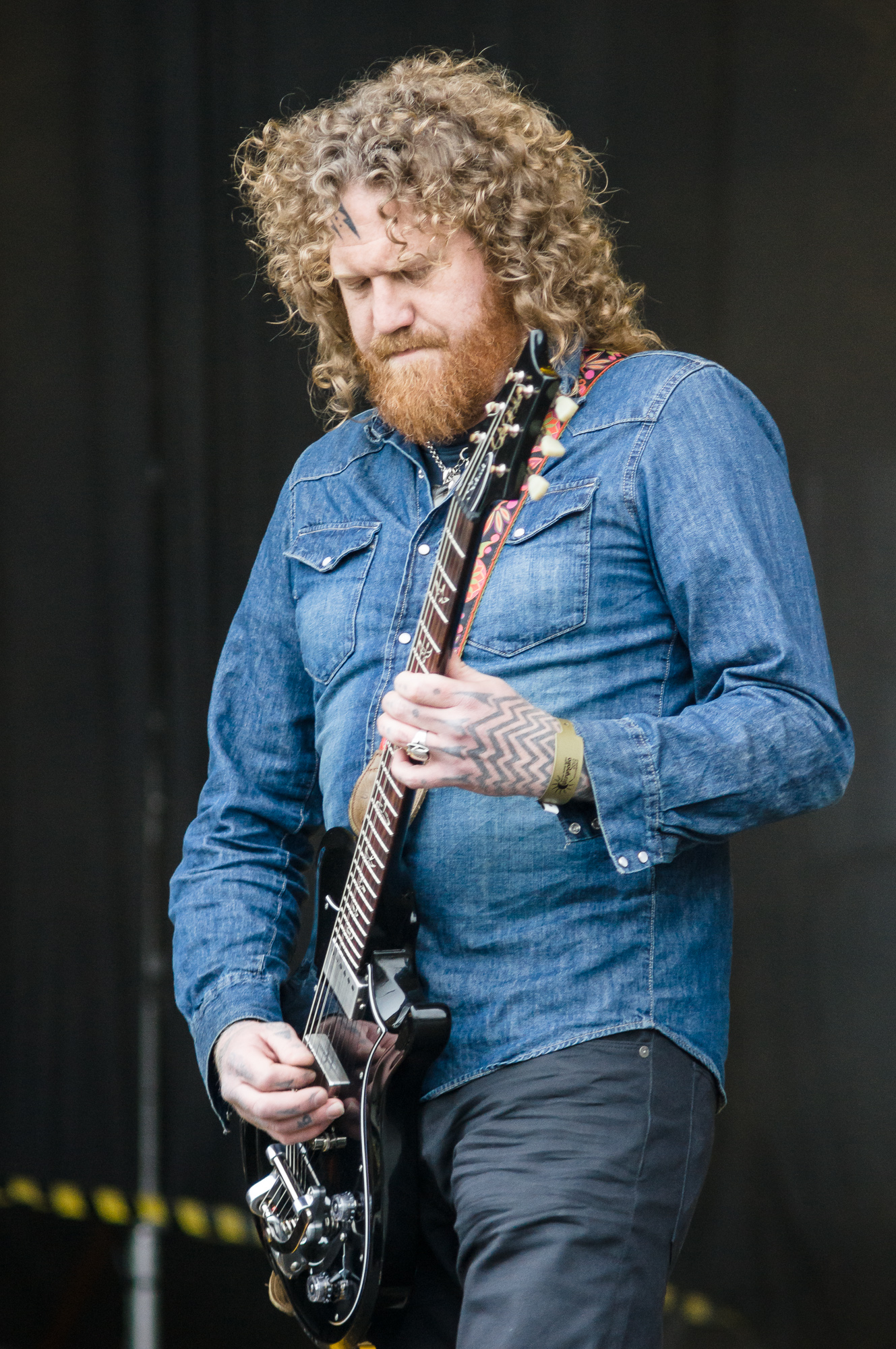
Brent Hinds (2012)
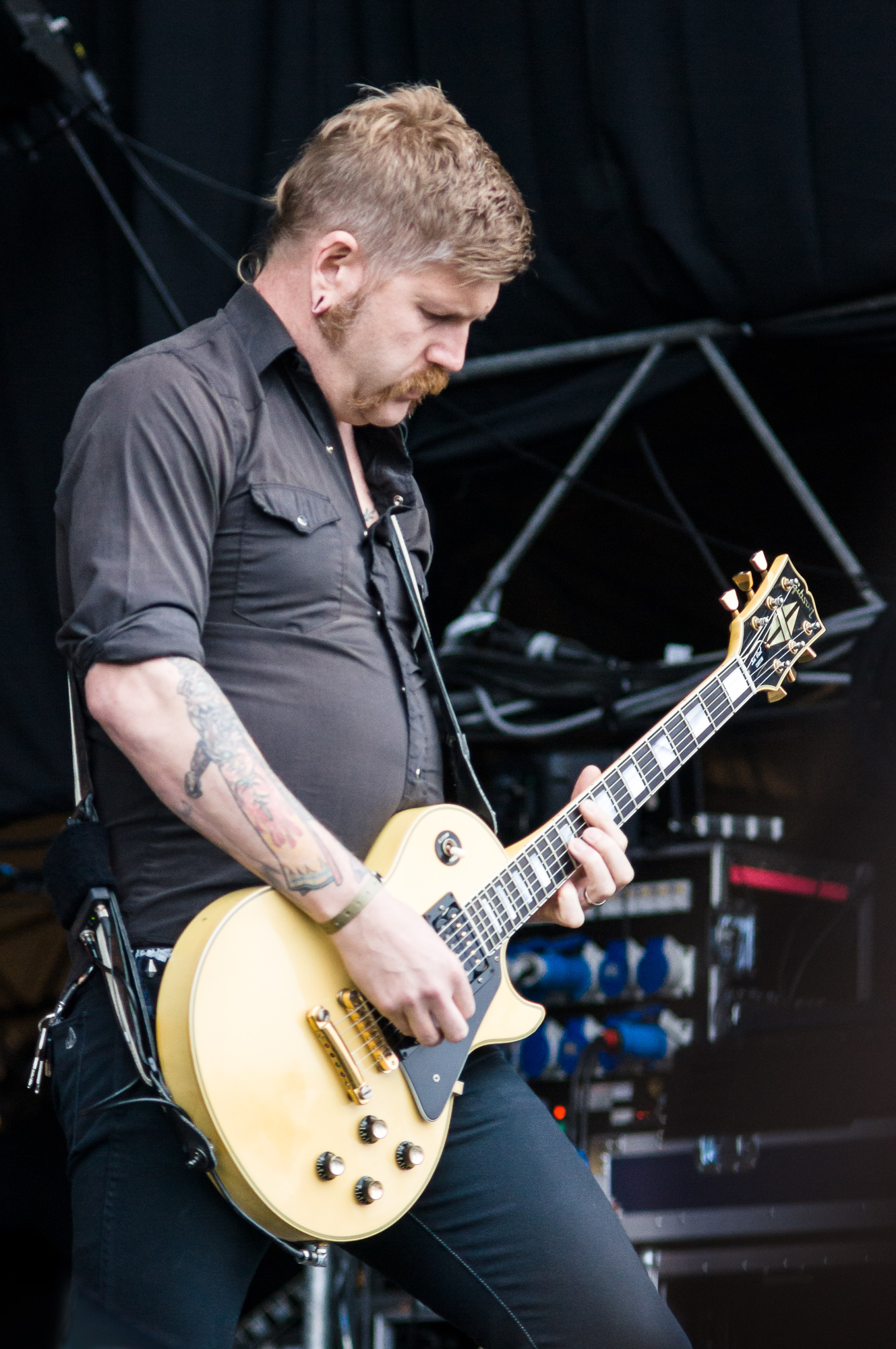
Bill Kelliher (2012)
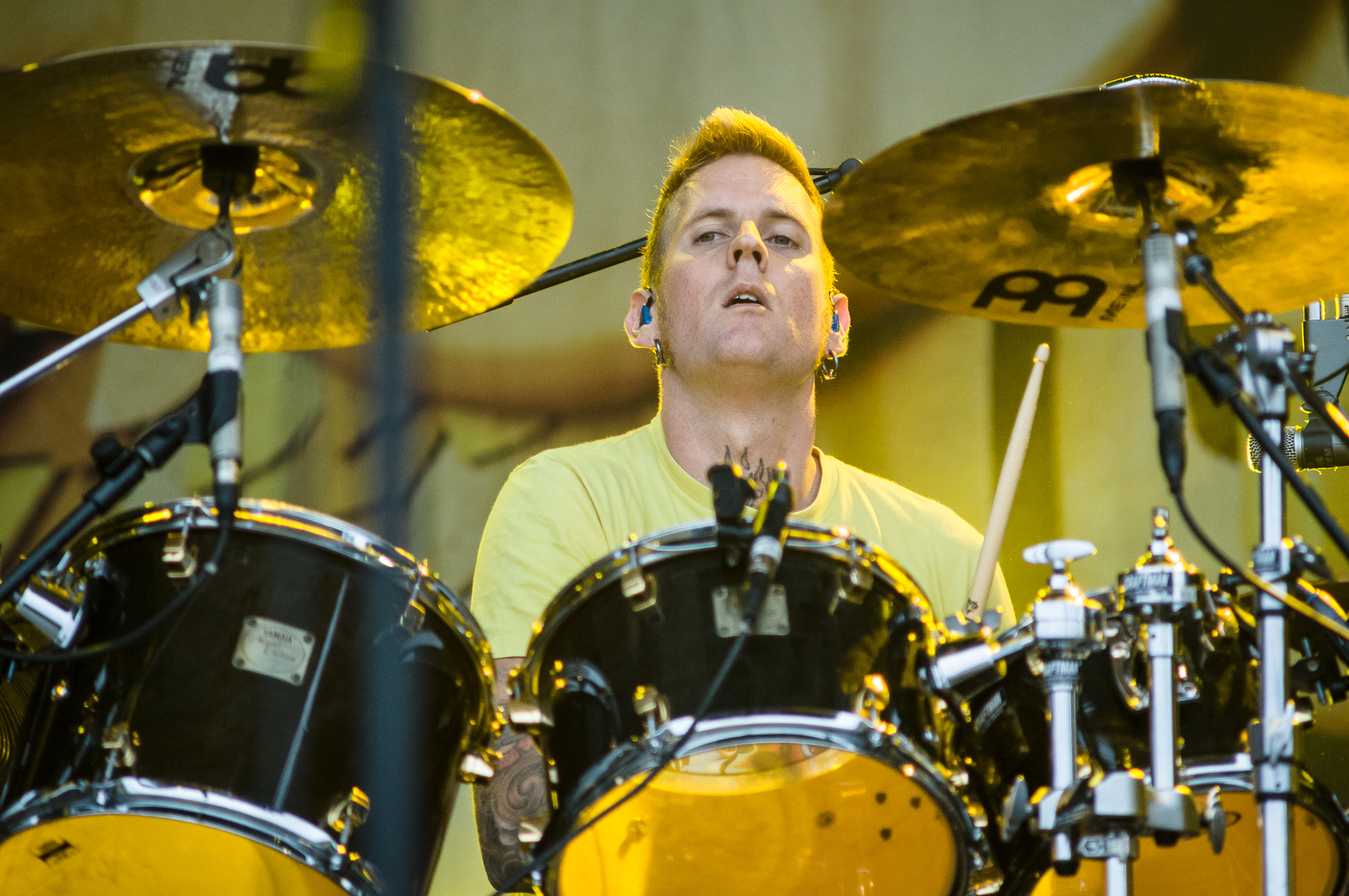
Brann Dailor (2012)

## Diskografi

### Demo/Promo
- 9 Song Demo (2001)
- Demo 2001 (2001)
- March of the Fire Ants EP (2002)[3][4]

### Studioalbum
- Remission (2002)
- Leviathan (2004)
- Blood Mountain (2006)
- Crack the Skye (2009)
- The Hunter (2011)
- Once More 'Round the Sun (2014)
- Emperor of Sand (2017)
- Hushed and Grim (2021)

### Livealbum
- Live at the Aragon (2011)
- Live at Brixton (2013)

### EP
- Slick Leg (2001)
- Lifesblood (2001)
- Oblivion EP (2009)
- Jonah Hex: Revenge Gets Ugly EP (2010)
- Crack the Skye - Abridged (2010)

### Singlar
- "Iron Tusk" (2004)
- "Blood and Thunder" (2004)
- "Crystal Skull" (2006)
- "Capillarian Crest" (2006)
- "The Wolf is Loose" (2006)
- "Colony of Birchmen" (2007)
- "Divinations" (2009)
- "Oblivion" (2009)
- "Just Got Paid / The Bit" (2010)
- "Black Tongue" (2011)
- "Curl of the Burl" (2011)
- "High Road" (2014)
- "The Motherload" (2014)
- "Atlanta" (2015)
- "Asleep in the Deep" (2015)
- "White Walker" (2016)
- "Toe to Toes" (2017)
- "Stairway to Nick John" (2019)

### Samlingsalbum
- Call of the Mastodon (2006)
- Mastodon (2008) (boxset: 9 x 12" vinyl)

### Videor
- The Workhorse Chronicles: The Early Years 2000-2005 (DVD) (2005)
- Live at the Aragon (CD + DVD) (2011)

### Övrigt
- "Emerald" (Thin Lizzy cover) / "Boylover" (2003) (delad 7": Mastodon / American Heritage)
- "Hung, Drawn and Quartered" / "March of the Fire Ants" (2003) (delad 7": High on Fire / Mastodon)
- Avenged Sevenfold / Mastodon (2007) (delad CD sampler: Avenged Sevenfold / Mastodon)
- "Rapture" / "Crystal Skull" (2007) (delad singel: Deftones / Mastodon)
- The Unholy Alliance (2007) (delad DVD:  God / Slayer / Mastodon / Thine Eyes Bleed)
- "Just Got Paid" / "Just Got Paid" (2011) (delad 7": ZZ Top / Mastodon)
- "A Spoonful Weighs a Ton" / "A Spoonful Weighs a Ton" (2012) (delad 7": The Flaming Lips / Mastodon)
- "Feistodon" (2012) (delad 7": Mastodon / Feist)